# L'Intèrpret
L'Intèrpret és un centre educatiu privat d'estudis musicals creat el 1997 pel músic Alfons Pérez i Martín com la primera escola musical autoritzada per la Generalitat a Lleida, que el 2011 es va convertir en conservatori.

## Història
Com a escola de música, des dels seus orígens, decideix incorporar al seu currículum noves vies d'innovació didàctica en els diferents processos d'ensenyament-aprenentatge, sempre amb l'alumne com a eix central. L’Intèrpret, va ser autoritzat per la Generalitat de Catalunya el 2011 a convertir-se en Centre de grau professional de música, per tal d'oferir ensenyaments autoritzats a professionals de música en les especialitats d’instruments d’orquesta (clarinet, contrabaix, flauta travessera, saxòfon, trompeta, trombó, percussió, viola, violí, violoncel), instruments polifònics (guitarra, piano) i instruments de la música moderna i jazz (Baix elèctric, guitarra elèctrica).
El 2010 L’Intèrpret fa un salt quantitatiu i qualitatiu. El centre remodela les seues instal·lacions per poder acollir l’ampliació dels seus ensenyaments i incorporar-ne de nous. Així, a l’Escola de Música s'hi suma la creació del Conservatori i també impulsa l’Escola de Teatre Musical i l’Escola de So i Tecnologia Musical. L’Intèrpret es converteix, doncs, en el primer Centre Autoritzat de Grau Professional de la demarcació de Lleida i quart de Catalunya. Alhora, esdevé un centre de producció, que dona sortida a les creacions pròpies i atén encàrrecs en diferents disciplines relacionades amb la música, el teatre i els espectacles en general.
A banda de la seua tasca en l'àmbit educatiu, des de la seua creació, L'Intèrpret s'ha implicat amb la vida cultural de Lleida. Així, el 1998 crea el cicle de concerts familiars Diumenges a Tot Ritme. El 2007, amb motiu del seu 10è aniversari, produeix el musical Rubab, el misteri de l'instrument prohibit, amb música del pianista Antoni Tolmos i llibret del dramaturg Ramon Molins; i també l'òpera infantil La gàbia daurada, obra del compositor David Esterri i el poeta Pere Pena, en una producció que compta amb l'escenografia de l'artista Víctor Pérez Pallarés. També ha portat a terme concerts a fora de casa nostra, com el 2011 a Tenerife.